# Bröhn

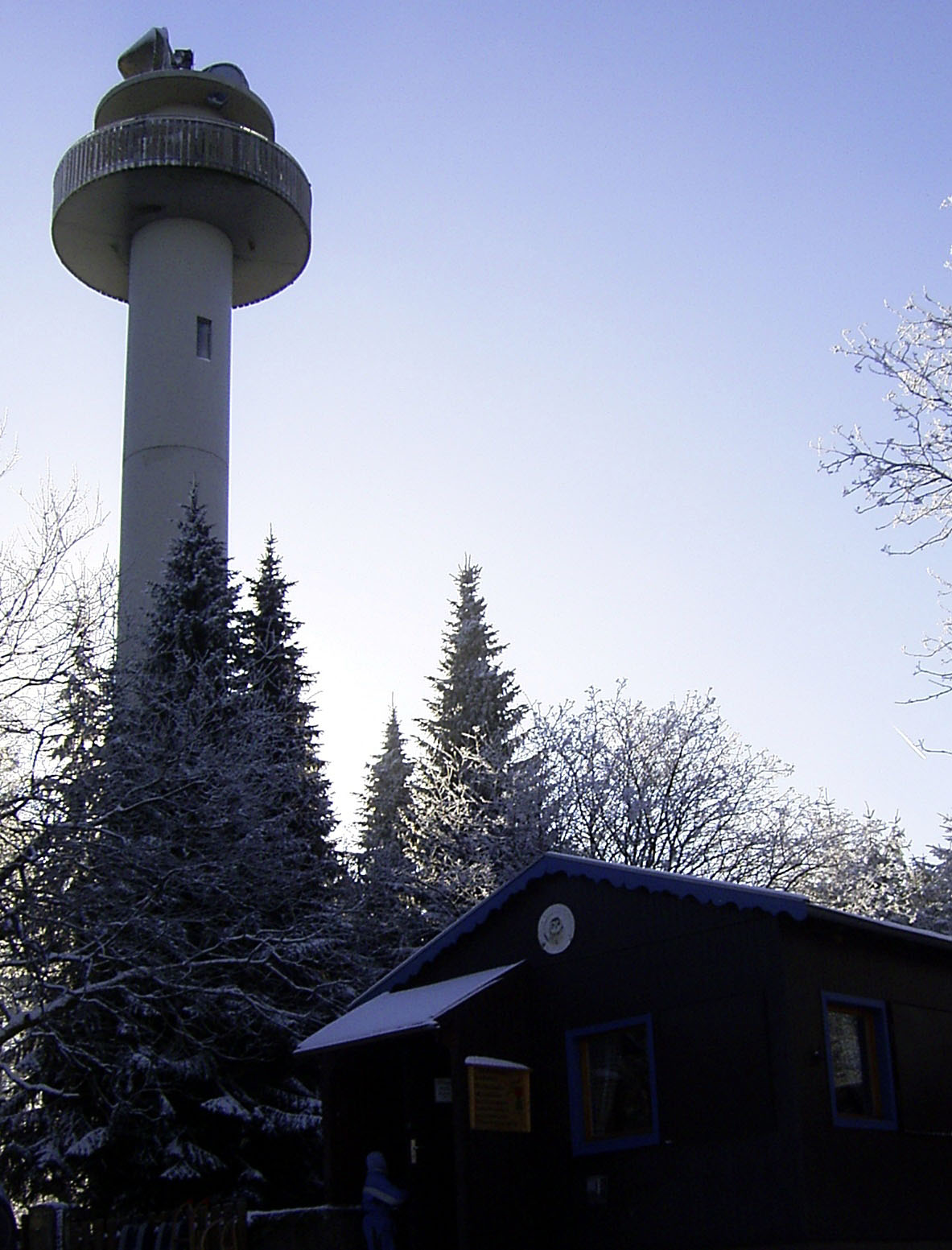
Annaturm mit Waldgaststätte Annaturm auf dem Bröhngipfel

Der Bröhn ist mit 402,6 m ü. NHN der höchste Berg des Deisters. Er liegt auf der Grenze der Stadt Springe zur Gemeinde Wennigsen in der niedersächsischen Region Hannover.
Seinen Namen verdankt er dem hier wachsenden Besenginster, der früher Bröm oder Bram genannt wurde. Auf dem Gipfel steht der Annaturm mit der Waldgaststätte Annaturm. Etwa 1,5 km nordöstlich davon befinden sich die Wennigser Wasserräder.

## Geographie

### Lage
Der Bröhn liegt etwas östlich außerhalb des Naturparks Weserbergland Schaumburg-Hameln. Sein Gipfel erhebt sich etwas südöstlich vom Zentrum des Deisters auf der Grenze der Stadt Springe, deren Kernstadt rund 5,3 km südsüdöstlich liegt, zur Gemeinde Wennigsen, deren Kernort sich rund 5,5 km (jeweils Luftlinie) nordöstlich befindet. Die nordwestliche Nachbarerhebung entlang dem Deisterhauptkamm ist der Höfeler (ca. 395 m) mit der etwas weiter nordwestlich davon befindlichen Hohen Warte (ca. 379 m) und die südöstlichen Nachbarn entlang dieses Kamms sind die Hirschköpfe (ca. 400 m).

### Naturräumliche Zuordnung
Der Bröhn gehört in der naturräumlichen Haupteinheitengruppe Weser-Leine-Bergland (Nr. 37), in der Haupteinheit Calenberger Bergland (378) und in der Untereinheit Süd-Hannoversche Berge (378.3) zu den Naturräumen Barsinghausener Deister (378.30; Nordosten) und Nienstedter Deister (378.31; Südwesten).

### Berghöhe
Der Gipfel des Bröhn liegt auf dem Gebiet der Stadt Springe am Annaturm. Mit 402,6 m Höhe ist der Bröhn der höchste Berg des Deisters und der nördlichste Vierhunderter des europäischen zentralen Festlandes (ohne die europäischen Inseln und Halbinseln, wie z. B. Fennoskandinavien), zwischen Atlantik und Ural. Alle Berge, die sich in Deutschland auf einem nördlicheren Breitengrad befinden, sind niedriger als der Bröhn. In den offiziellen BfN- und LGLN-Karten ist bei kleinen Maßstäben eine Höhe von 405 m angegeben.

## Schutzgebiete
Auf der Nordflanke des Bröhn liegen Teile des Landschaftsschutzgebiets Norddeister (CDDA-Nr. 323262; 1994 ausgewiesen; 55,99 km² groß) und auf seiner Südflanke solche des LSG Süddeister (CDDA-Nr. 324904; 1967; 33,79 km²). Südwestlich der Deisterkammlinie befinden sich auf dem Bröhn Teile des Fauna-Flora-Habitat-Gebiets Süntel, Wesergebirge, Deister (FFH-Nr. 3720-301; 24,97 km²).

## Annaturm
Auf dem Gipfel des Bröhns steht der 1982 gebaute Annaturm, ein 28 m hoher Aussichts- und Richtfunkturm aus Stahlbeton. Er ist der mittlerweile fünfte Nachfolger des ursprünglichen Vermessungsturms, der bis 1834 an dieser Stelle auf Veranlassung von Professor Carl Friedrich Gauß erbaut wurde. Von der Aussichtsplattform des Turms fällt der Rundblick unter anderem über den Deister, nach Hildesheim und Hannover, zum Steinhuder Meer, in das Weserbergland und bei klarer Sicht bis zum Brocken im Harz.
Neben dem Annaturm befindet sich die Waldgaststätte Annaturm.

## Flugzeugabsturz
Etwa 300 m östlich vom Bröhngipfel stürzte im September 1958 gegen 11 Uhr vormittags ein Düsenjäger vom Typ Republic F-84 der dänischen Luftwaffe ab. Die Maschine streifte auf 500 m Flugstrecke mehrere Baumwipfel und explodierte daraufhin. Der 24-jährige Pilot Jörgensen kam ums Leben. Er war mit seiner Staffel in Kopenhagen gestartet und hatte als Ziel den Fliegerhorst Upjever. Im Nebel verlor er die Orientierung und gab in 250 m Flughöhe über Stadthagen die letzte Positionsmeldung ab.

## Verkehr und Wandern
Etwas nordwestlich vorbei am Bröhn führt zwischen Egestorf im Nordosten und Nienstedt im Südwesten die Landesstraße 401 über den Deister. Zu erreichen ist der Bröhngipfel mit dem Annaturm zum Beispiel vom Parkplatz am Nienstedter Pass (276,6 m), der 3,1 km nordwestlich an der L 401 liegt, und vom solchen am Forsthaus Köllnischfeld (315 m), der sich 1,4 km südöstlich befindet. Von beiden Parkplätzen führen Waldwege und -pfade zum Berggipfel, über den entlang des Deisterhauptkamms mit dem Kammweg der Europäische Fernwanderweg E1 verläuft.